# Scarpa (architettura)
La scarpa è un'opera difensiva, facilmente notabile in castelli e fortezze, che consiste nell'accostamento di un muro inclinato alla base di una cinta muraria o di una torre. La scarpa porta molteplici vantaggi per la difesa: rafforzamento delle fondamenta e della base del muro stesso, possibilità di tenere il più distante possibile dal perimetro murario il nemico e le sue macchine d'assedio (come torri e scale) e conseguente miglioramento delle possibilità di tiro (frecce, olio bollente, pietre, etc) contro il nemico stesso.

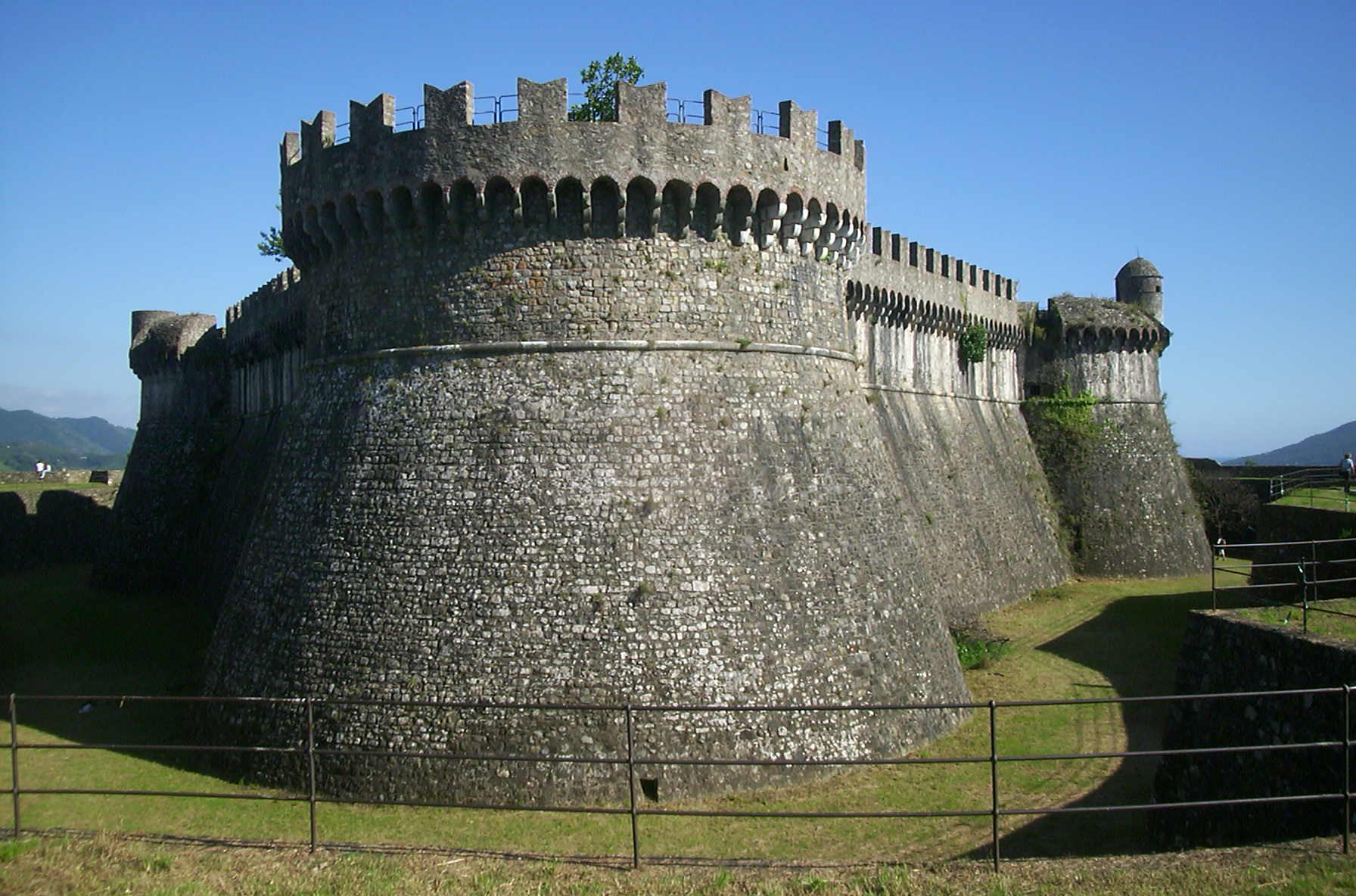
Fortezza di Sarzanello, si può notare facilmente la scarpa che dal redondone della torre e delle mura scende obliqua fino al suolo

## Origine ed evoluzione della scarpa
Le prime scarpe apparse addossate a pareti esterne compaiono già nel 1240 nei castelli di Federico II per tenere lontane le macchine da assedio, poi l'uso si diffuse nel 1400 per ovviare al problema rappresentato dalla nascente artiglieria, che minacciava di rendere inutili le vecchie cinte murarie, alte ma troppo sottili; vengono dunque costruite scarpe fino alla sommità della cortina (muro verticale) per allargare lo spessore delle mura e per evitare che i proiettili possano colpire frontalmente il muro stesso, abbattendolo. Le scarpe inizialmente sono create con terra da riporto compattata (a volte quella tolta dagli scavi del fossato), poi con pietre ed infine, nel XVII secolo, con mattoni in laterizio rinforzati da strisce verticali in pietra, più efficaci nell'assorbire un colpo di cannone senza sgretolarsi e più difficoltosi da scalare.

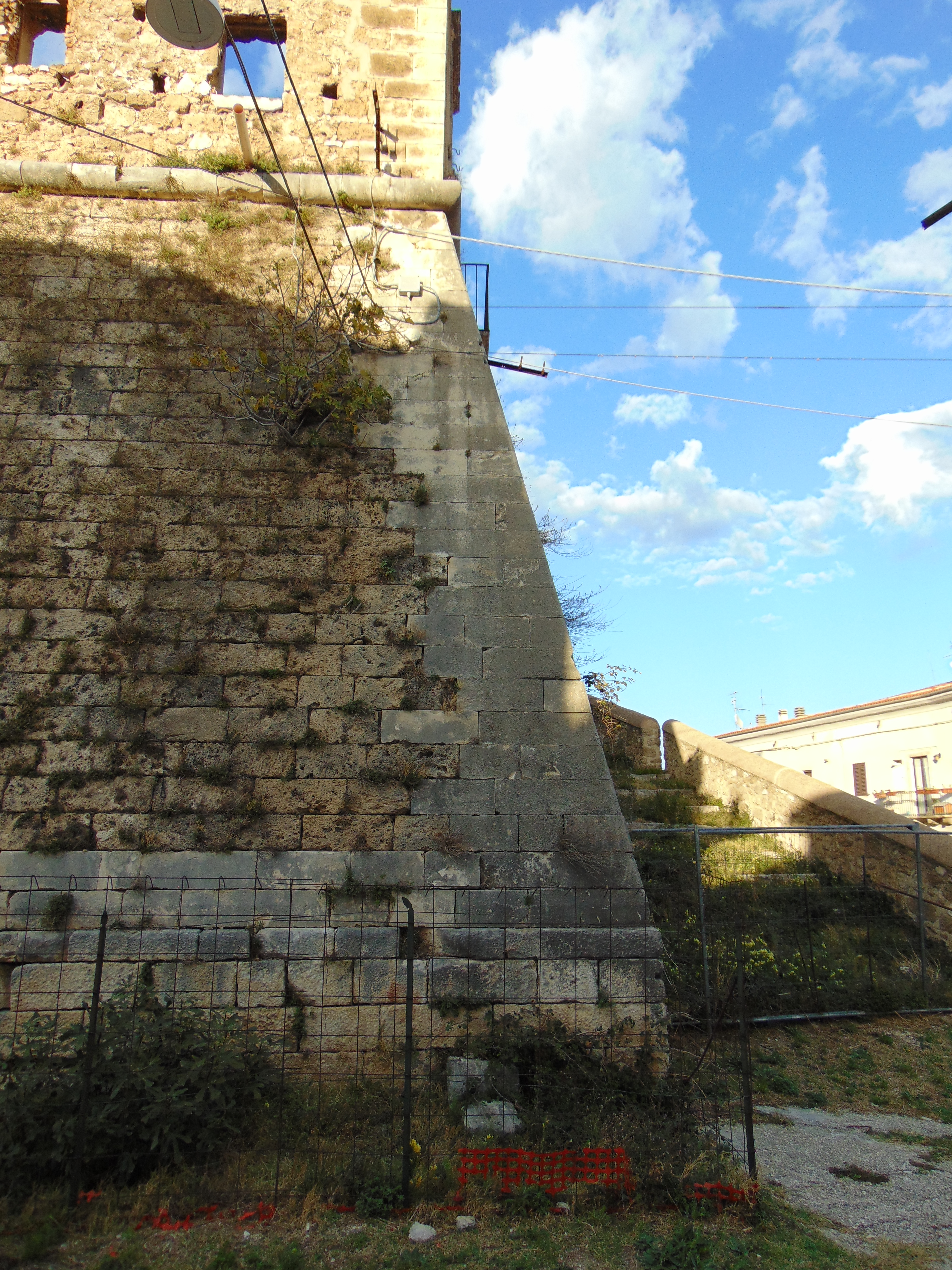
Scarpa di un torrione del Castello Caracciolo

Quasi contemporaneamente alla sua creazione si comincia subito ad aumentare l'angolo di pendenza al fine di ottenere "l'incamiciatura di rinforzo", cioè un irrobustimento della struttura muraria introdotta per contrastare sia la spinta del terrapieno di difesa sia la possibilità di utilizzo, da parte del nemico, di arieti o mine.
L'incamiciatura di rinforzo troverà grande successo nei secoli successivi, accompagnata da un ulteriore ispessimento delle mura. 
Nel XV secolo, per evitare che la scarpatura possa facilitare la scalata delle mura da parte del nemico, la si abbassa e la si limita a 2/3 dell'altezza della cortina, mentre viene inserito un cordone lapideo di forma torica leggermente sporgente, denominato redondone, tra scarpa e cortina retrostante, per complicare la scalata. Secondo alcuni trattati di architettura militare del 1500 la scarpa deve essere perlomeno alta 10 metri.
Nel Settecento si assiste, grazie all'evoluzione dell'artiglieria, ad un'opera di progresso nelle fortificazioni che porterà alla creazione di opere avanzate rispetto al fronte principale della fortificazione dotate di scarpatura "a mezzo rivestimento", ovvero cinte murarie rialzate solo fino alla cornice interposta tra la scarpa e il resto del muro verticale.
Con il potenziamento delle armi da fuoco e la conseguente scomparsa delle mura e delle fortezze, così come erano state concepite fin del Medioevo, si assiste anche ad un'ovvia scomparsa della scarpa, ormai troppo debole per bloccare gli spari.
Si possono considerare discendenti delle scarpe i sacchi di sabbia che ancora oggi vengono posti intorno ai muri di bunker o edifici bellici come protezione temporanea.